# Герб Житомирской области
 Герб Житомирской области (укр. Герб Житомирської області) — официальный символ Житомирской области Украины, в котором отражается её история, особенности и традиции. Вместе с флагом составляет официальную символику органов местного самоуправления и исполнительной власти региона. Утверждён 11 апреля 2003 года решением восьмой сессии Житомирского областного совета XXIV созыва.

## Описание
В червлёном поле, разделённом золотым узким крестом на четыре части, лазоревый малый щиток с серебряными отверстыми воротами о трёх башен, в первой части серебряный архистратиг Михаил с опущенным вниз мечом, во второй — всадник в серебряных доспехах на коне того же металла с червлёным щитом с серебряными «колюмнами», занесший над головой меч, в третьей — серебряный клинчатый крест, в четвёртой — золотое солнце.
Щит увенчан золотой городской короной о трёх зубцах, украшенной серебряными ржаными колосьями и государственным гербом Украины в центре. Щит обрамляет золотой венок из ржаных колосьев с зелёными шишками, листьями хмеля и цветками льна, перевитый лазорево-золотой лентой.

## Символика
Территория Житомирской области одна из древнейших заселённых территорий Украины, входила в состав четырёх географических областей: Полесья, Волыни, Подолья и территории современной Киевской области. Эти территории имели свои исторические гербы. Гербом Киева с XIV века был серебряный архистратиг Михаил в червлёном поле, серебряный всадник представляет собой «Погоню» — герб Великого княжества Литовского, представляющий Полесье, серебряный клинчатый крест является символом Волыни, а золотое солнце (изображающееся, согласно правилам геральдики, улыбающимся) представляет Подолье. Малый щиток в центре является гербом центра области — города Житомир.